# Francesco Bertoglio
Pour les articles homonymes, voir Bertoglio.
Francesco Bertoglio, né le 15 février 1900 à Magenta et mort le 6 juillet 1977 à Milan, est un prélat italien, Juste parmi les nations, qui fut évêque auxiliaire de l'archidiocèse de Milan.

## Biographie
Il naît dans une famille d'artisans locaux. Il accomplit ses études au séminaire majeur de Milan et il est ordonné prêtre le 31 mars 1923 par le cardinal Tosi, archevêque de Milan. En 1933, il est nommé recteur du séminaire pontifical lombard de Rome. Il y abrite en 1943 soixante-cinq juifs qu'il sauve de la déportation en camp d'extermination. Il démissionne de son poste de recteur en 1961.
Le 28 octobre 1960, il est consacré évêque in partibus de Paros (de) par Jean XXIII en la basilique Saint-Pierre. En 1964, il est nommé évêque auxiliaire de Milan. Il participe au concile Vatican II de 1962 à 1965, et à ses quatre sessions. Il meurt à Milan en 1977.